# Fanfan la Tulipe (film, 2003)
Pour les articles homonymes, voir Fanfan la Tulipe.
Pour plus de détails, voir Fiche technique et Distribution.
Fanfan la Tulipe est un film d'aventures français réalisé par Gérard Krawczyk, sorti en 2003.

## Synopsis
Dans la France du XVIIIe siècle en proie à la guerre de Sept Ans, Fanfan est un beau parleur, coureur de jupons hors pair et fin bretteur. Le père d'une de ses conquêtes tente de le forcer à épouser sa fille, une course poursuite s'engage depuis l'église jusque dans les rues de la ville. Fanfan se retrouve coincé sur la grande place, il évite ce mariage de justesse en s'engageant dans l'armée du roi Louis XV. Fanfan traverse des aventures au fur et à mesure des batailles et des rencontres.

## Fiche technique
Sauf indication contraire, les informations mentionnées dans cette section peuvent être confirmées par la base de données cinématographiques IMDb,  présente dans la section « Liens externes ».
- Titre original : Fanfan la Tulipe
- Titre international : Fanfan
- Réalisation : Gérard Krawczyk
- Scénario : Luc Besson et Jean Cosmos
- Musique : Alexandre Azaria
- Décors : Jacques Bufnoir
- Costumes : Olivier Bériot et Guy Adoh
- Photographie : Gérard Simon
- Son : Laurent Zeilig, Carl Goetgheluck, Didier Lozahic
- Montage : Nicolas Trembasiewicz
- Combats et cascades : Michel Carliez
- Production : Luc Besson, Michel Feller et Christopher Levy
  - Production déléguée : Bernard Grenet
  - Production associée : Christian Ardan et
  - Assistant de production : Mehdi Sayah
- Sociétés de production[1] : EuropaCorp, Canal+, TF1 Films Production et Open Art
- Société de distribution :
  - France : EuropaCorp Distribution
  - Belgique : Alternative Films
  - Suisse romande : Monopole-Pathé
- Budget : 21 740 000 €[2]
- Pays de production :  France
- Langue originale : français
- Format[3] : couleur (Fujicolor) - 35 mm - 2,35:1 (Cinémascope) - son DTS | Dolby Digital
- Genre : Aventures, comédie et cape et d'épée
- Durée : 97 minutes
- Dates de sortie[4] :
  - France : 14 mai 2003 (Festival de Cannes et sortie nationale simultanée)
  - Belgique, Suisse romande : 14 mai 2003[5],[6]
- Classification[7] :
  - France: tous publics (conseillé à partir de 10 ans)[8],[9]
  - Belgique : tous publics (Alle Leeftijden)[5]
  - Suisse romande : interdit aux moins de 7 ans[10]

## Distribution
- Vincent Perez : Fanfan la Tulipe
- Penélope Cruz : Adeline la Franchise
- Didier Bourdon : Louis XV
- Hélène de Fougerolles : Madame de Pompadour
- Michel Muller : Tranche-Montagne
- Philippe Dormoy : Adjudant Fier-à-Bras
- Jacques Frantz : Sergent La Franchise
- Gérald Laroche : Corsini
- Guillaume Gallienne : Colonel Aimé Bonaventure Clodion Dominique de La Houlette
- Gilles Arbona : Le Maréchal
- Jean-Pol Dubois : L'aumônier
- Yves Pignot : Maître Guillaume
- Jean-François Lapalus : L'oncle de Lison
- François Chattot : Le curé
- Jacques Dynam : Chaville
- Magdalena Mielcarz (en) : Henriette de France
- Anna Majcher (pl) : Wanda
- Philippe du Janerand : Koenigseck
- Fabio Zenoni : L'interprète
- Adrien Saint-Joré : Tourne Autour
- Patrick Steltzer : Le chef des brigands
- François Soule : Le lieutenant
- Eugénie Alquezar : Lison
- Julien Saillan : Lascar
- Vincent Valladon : Rouquin
- Augustin Legrand : Brèche Dent
- Jean-Marc Huber : Bandit lubrique
- Julien Saillan : Flageolet
- Blandine Bury : La furie
- Lionel Vitrant : Un gendarme
- Jean Rochefort : Le narrateur

## Distinctions
En 2003, Fanfan la Tulipe a été sélectionné 3 fois dans diverses catégories mais n'a pas remporté de récompense,.

### Nominations
- Prix du cinéma européen 2003 :
  - Meilleur acteur européen pour Vincent Perez,
  - Meilleure actrice européenne pour Penélope Cruz.

### Sélections
- Festival de Cannes 2003 : sélection officielle longs métrages - hors-compétition (film d'ouverture) pour Gérard Krawczyk.

## Analyse